# Claudio Vicuña Larrain
Claudio Vicuña Larrain (1923. február 8. – 2001) chilei nemzetközi labdarúgó-játékvezető.

## Pályafutása

### Nemzeti játékvezetés
A küldési gyakorlat szerint rendszeres partbírói tevékenységet is végzett. Az I. Liga játékvezetőjeként 1968-ban vonult vissza.

### Nemzetközi játékvezetés
A Chilei labdarúgó-szövetség Játékvezető Bizottsága (JB) terjesztette fel nemzetközi játékvezetőnek, a Nemzetközi Labdarúgó-szövetség (FIFA) 1952-től tartotta nyilván bírói keretében. A FIFA JB központi nyelvei közül a spanyolt beszélte. Több válogatott és nemzetközi klubmérkőzést vezetett, vagy működő társának partbíróként segített. Az aktív nemzetközi játékvezetéstől 1968-ban búszúzott.

#### Labdarúgó-világbajnokság
A világbajnoki döntőhöz vezető úton Chilébe a VII., az 1962-es labdarúgó-világbajnokságra és Angliába a VIII., az 1966-os labdarúgó-világbajnokságra a FIFA JB partbíróként alkalmazta. Partbírói működéseinek száma világbajnokságon: 3.

##### 1962-es labdarúgó-világbajnokság

###### Világbajnoki mérkőzés
| Időpont         | Helyszín                        | Mérkőzés típusa              | Mérkőzés             | Játékvezető       | Eredmény | Nézők száma |
| --------------- | ------------------------------- | ---------------------------- | -------------------- | ----------------- | -------- | ----------- |
| 1962. június 3. | Sausalito Stadion, Viña del Mar | csoportmérkőzés (3. csoport) | Spanyolország–Mexikó | Branislav Tešanić | 1 : 0    | 11 875      |

##### 1966-os labdarúgó-világbajnokság

###### Selejtező mérkőzés
| Időpont         | Helyszín              | Mérkőzés típusa           | Mérkőzés     | Eredmény |
| --------------- | --------------------- | ------------------------- | ------------ | -------- |
| 1965. június 6. | Nemzeti Stadion, Lima | előselejtező (1. csoport) | Peru–Uruguay | 0 : 1    |

###### Világbajnoki mérkőzés
| Időpont          | Helyszín                       | Mérkőzés típusa              | Mérkőzés           | Játékvezető     | Eredmény | Nézők száma |
| ---------------- | ------------------------------ | ---------------------------- | ------------------ | --------------- | -------- | ----------- |
| 1966. július 19. | Wembley Stadion, London        | csoportmérkőzés (A. csoport) | Mexikó–Uruguay     | Bertil Lööw     | 0 : 0    | 61 000      |
| 1966. július 20. | Villa Park Stadion, Birmingham | csoportmérkőzés (B. csoport) | NSZK–Spanyolország | Armando Marques | 2 : 1    | 51 000      |

#### Nemzetközi kupamérkőzések
Vezetett kupadöntők száma: 1.

##### Interkontinentális kupa
| Időpont           | Helyszín                       | Mérkőzés típusa     | Mérkőzés                  | Eredmény | Nézők száma |
| ----------------- | ------------------------------ | ------------------- | ------------------------- | -------- | ----------- |
| 1966. október 12. | Estadio Centenario, Montevideo | döntő első mérkőzés | CA Peñarol–Real Madrid CF | 2 – 0    | 58 324      |

##### Copa Libertadores
| Időpont         | Helyszín                                     | Mérkőzés típusa         | Mérkőzés                  | Eredmény | Nézők száma |
| --------------- | -------------------------------------------- | ----------------------- | ------------------------- | -------- | ----------- |
| 1966. május 20. | Estadio Nacional de Chile, Santiago de Chile | döntő harmadik mérkőzés | CA River Plate–CA Peñarol | 2 – 4    | 40 240      |